# Tectaria malayensis
Tectaria malayensis là một loài dương xỉ trong họ Tectariaceae. Loài này được Copel. mô tả khoa học đầu tiên năm 1907.
Danh pháp khoa học của loài này chưa được làm sáng tỏ. 